# Castagneto (Teramo)
Castagneto is een plaats (frazione) in de Italiaanse gemeente Teramo.